# Св. св. Харалампий и Христофор (Сикиес)
„Св. св. Харалампий и Христофор“ (на гръцки: Ι. Ν. Αγ. Χαραλάμπους & Χριστοφόρου Συκεών) е православна църква в солунското предградие Сикиес, Гърция, енорийски храм на Неаполската и Ставруполска епархия.
Църквата е разположена на улица „Ептапирги“ № 93. Енорията е създадена след създаването на Неаполската и Ставруполска епархия в 1975 година. Първоначално е инстралирана сглобяема църква, открита на 11 август 1973 година и осветена на 17 април 1976 година от митрополит Дионисий Неаполски и Ставруполски. С увеличаването на населението в района се появява нуждата от нов храм и на 3 април 1988 година митрополит Дионисий полага основите му. Църквата е завършена за осем години и осветена на 19 октомври 1996 година.